# Friedrich Clemens von Elverfeldt genannt Beverförde zu Werries

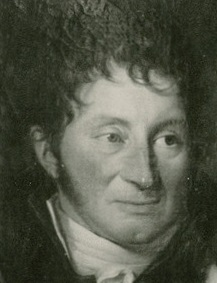
Friedrich Clemens von Elverfeldt genannt Beverförde zu Werries, Maler: Johann Christoph Rincklake

Friedrich Clemens Freiherr von Elverfeldt genannt Beverförde zu Werries (* 11. Januar 1767 in Münster; † 9. Februar 1835 in Münster) war ein westfälischer Adeliger, ein Günstling Napoleons und der Begründer des Hauses von Elverfeldt genannt Beverförde zu Werries.

## Familie
Sein Vater war Carl Friedrich von Elverfeldt und seine Mutter war Franziska Christina von Vittinghoff genannt Schell. Sein Bruder war Maximilian Friedrich von Elverfeldt genannt Beverförde zu Werries (1768–1851), Domherr in Münster, Osnabrück und Paderborn. Am 24. April 1792 heiratete er in Telgte Maria Anna Wilhelmine von und zu Westerholt-Gysenberg, einer Schülerin und Jugendliebe von Beethoven. Sie schenkte ihm fünf Kinder:
- Carl Adolph Maria (* 6. April 1795) ⚭ 1831 Clara Charlotte Friederike von Briest (* 13. Oktober 1807) aus dem Haus Neuhaus
- Friedrich August (* 28. Juni 1796) ⚭ 1837 Gräfin Maria Bianca von Kospoth (* 21. April 1812)
- Max Friedrich (* 26. Mai 1798) ⚭ 1842 Freiin Francisca von Oer zu Egelburg
- Wilhelm (* 4. Oktober 1799) ⚭ 1827 Freiin Laura von der Lippe
- Wilhelmina Gisberta (* 21. März 1801) ⚭ 1819 Lebrecht von Graevenitz

### Das unerwartete Erbe
Weil sich Friedrich Christian von Beverförde zu Werries – den man auch den „tollen Werries“ nannte – von seiner Ehefrau getrennt hatte und damit kinderlos blieb, adoptierte er am 24. Januar 1768, wenige Tage vor seinem unerwarteten Tod, den einjährigen Friedrich Clemens, Sohn des Freundes Karl Friedrich Freiherr von Elverfeldt als Sohn und Erben.

„Demnach ich Endesunterschriebener meinen Adoptivsohn Friedrich Clemens von Elverfeldt, genannt von Beverfoerde, zu meinem Universalerben ausersehen habe, und will, dass derselbe von nun an in den Mitbesitz aller meiner Güter, Spruch und Forderungen zu dem Ende eingeführet werde, damit der völlige Besitz ihm nach meinem gottgefälligen Absterben verbliebe, so erteile ich hiermit meines oben gemeldeten adoptierten Sohnes Vater, Herrn Obristen Carl Friedrich von Elverfeldt, die Spezialgewalt zum Behuf dessen, den von mir soweit abgetretenen Besitz meines Wohnhofs in Münster, sodann meine Rittersitze Langen, Bynck bei Ascheberg, Horstmar (Münsterhof, Merveldter Hof, Sendenhof, Anm.v.Verf.), Werries, Nienburg, ferner meine Güter zu Ahlen und Teilte, die Rittersitze Wemesloh im Holländischen, Hamswerum und Uplewerth in Ostfriesland, alle Bauernhöfe und Kotten, samt allingen dieser Güter und Zubehörungen, Spruch und Forderungen, wie selbige Namen haben und im Hochstift Münster, im Holländischen und in Ostfriesland sind, zu ergreifen oder sich tradieren und einräumen zu lassen, des Endes Notarien und Zeugen zuzuziehen und zur Verrichtung dessen, wozu ich ihn hiermit bevollmächtige, ein oder mehrere Mandatarien zu substituieren. Urkundlich habe ich diese Vollmacht selbsthändig unterschrieben und mit meinem angeborenen Petschaft besiegelt.“

Der Vater Karl Friedrich Freiherr von Elverfeldt hatte, so die Legende und wovon das Testament schweigt, soll den „tollen Werries“ einst durch einen Gewaltritt von Münster zum Hauptquartier von Gideon Ernst von Laudon in Mainz, wo er ein Gnadengesuch erreichte und dann nach Wesel, wo er dieses grade noch rechtzeitig einreichen konnte, gerettet haben. Friedrich Clemens nahm nach seiner Adoption beide Namen an und nannte sich daher Friedrich Clemens von Elverfeldt genannt von Beverförde zu Werries.

### Erwerb der Loburg und seiner Güter
Doch schätzte er das mittelalterliche Stammhaus Schloss Oberwerries nicht, sondern erlangte am 7. Juni 1785 den heutigen Stammsitz, das Schloss Loburg, die zu diesem Zeitpunkt gerade einmal 20 Jahre alt war, in einer Zwangsversteigerung auf. Die Grundflächen der des Gutes nahm er in Besitz. Gegenüber dem verarmten Erben Clemens August von Nagel zur Loburg, dem Sohn des Erbauers, der sich zum Schutz vor den Gläubigern auf das Haus Keuschenburg geflüchtet hatte, pochte er auf dem zum Haus gehörenden Lehensanspruch. Das zog zahlreiche Prozesse nach sich, wie etwa 1788 und 1803 um den Kattmanns Kamp. Dass er dabei obsiegte, verdankte er zwei Umständen: Zum einen konnte er als Herr der Loburg sich als legitimer Nachfolger vor Ort darstellen, während abwesende von Nagel die Beweislast gegen sich hatte. Zum anderen blieb die Landnahme in großen Teilen juristisch ungeklärt weil in den Jahren von 1802 bis 1815 die Landesregierungen und damit gerichtliche Zuständigkeit fünf Mal wechselte: Münster, Berlin, Düsseldorf, Paris, Berlin. Die Zeit war geprägt von unzulänglicher staatlicher Administration und mangelnder gerichtlicher Appelationmöglichkeit. So kam schließlich Friedrich Clemens ein ansehnlicher Grundbesitz mit etwa 500 Morgen Grundfläche zusammen.

### Aufstieg im Hochstift Münster
1789 erkannte Kaiser Joseph II. den Doppeltitel dem Freiherrn zu, der heute noch Bestandteil des Namens ist. Er selbst war als Ritter in Münster aufgeschworen; hilfreich war auch, dass sein Bruder Max in drei Stiften gleichzeitig Domherr wurde. Eine derartige Anhäufung von Ämtern war am Ende des Heiligen Römischen Reiches nicht unüblich. Dadurch wurde die Einflussmöglichkeit kontinuierlich erweitert. Friedrich Clemens wurde 1788 Kämmerer von Kurköln. 1802 übernahm er das in seiner Familie erbliche Amt des Drosten im Amt Bocholt des Hochstifts Münster.

### Freiherrlichkeit in Ostbevern
Nach dem Reichsdeputationshauptschluss ging die Landeshoheit an Preußen über und nach dem Frieden von Tilsit verlor Preußen alle westelbischen Gebiete. Das Land kam zum Großherzogtum Berg, das aus dem Herzogtum Berg entstanden war und wurde von Düsseldorf aus regiert. Mit seiner opportunistischen Art, gelang es dem Freiherrn mit jeder neuen Landesregierung sich gut zu stellen. Bei dieser Karriere kam ihm zugute, dass die preußische Besitzergreifung 1802/1803 zu einem Zerwürfnis innerhalb des alteingesessenen Adels geführt hatte. Dabei nahm er eine führende, nicht uneigennützige Rolle bei der Säkularisation, der Aufhebung und der Verteilung der Klostergüter des Klosters Rengering und des Klosters Vinnenberg ein. Noch heute kann ein Kamin des Klosters Vinnenberg auf dem Schloss Loburg besichtigt werden. Der größte Teil der erbeuteten Kirchenschätze der Klöster und Stifte ließ er nach Düsseldorf zum Einschmelzen schaffen. Sie wurden dann nach Frankreich zur Begleichung der Kontributionen verbracht und finanzierten die Weiterführung des napoleonischen Kriege. Die Nonnen und Geistlichen wurden entschädigungslos ihrer Wirkungsstätte verwiesen. Dabei spielte es keine Rolle, dass z. B. das Kloster Vinnenberg in der Kranken- und Armenversorgung in Ostbevern eine herausragende Stellung eingenommen hatte, die nicht mehr gefüllt wurde. Zeitlose Kunstwerke in der Region gingen verloren, wurden zerstört oder wurden durch Kunsthändler über die ganze Welt verstreut, wie etwa: Warendorfer Altar, Liesborner Altar und der Marienfelder Altar.

### Maire des Kantons Ostbevern

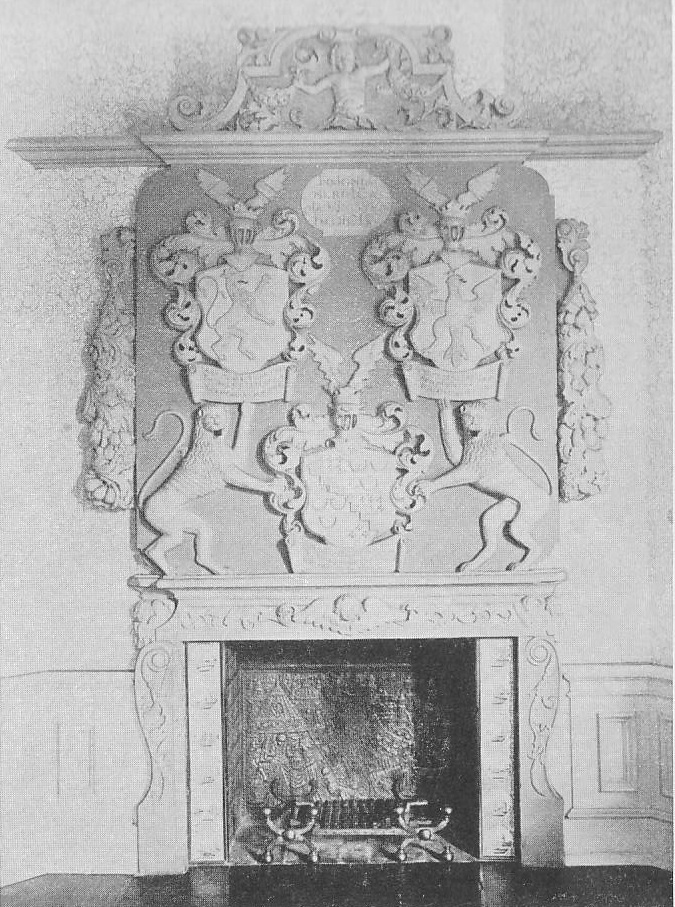
Der Kamin aus dem Kloster Vinnenberg, heute im Schloss Loburg zu sehen, war ein Mitbringsel aus der von Friedrich Clemens von Elverfeldt genannt Beverförde zu Werries betriebenen Säkularisation des Klosters

Noch vor der Etablierung des Département de l’Ems-Supérieur war er von 1810 bis Februar 1814 Maire des Kantons Ostbevern. Geschickt konnte er die französische Landesherrschaft zum weiteren Aufstieg nutzen. Nachdem er zuvor mit der Besatzungsmacht kollaborierte, wurde er jetzt, da das Land zu Frankreich gehörte französischer Beamter und überrundete mit dem Titel Juge de Paix die Droste zu Vischerings, die als Herrn von Bevern die Rechtsprechung in Ostbevern als Drost bis 1809 ausgeübt hatten.

„Die Franzosen setzten auf den Freiherrn von Beverförde-Werries, der erst kürzlich das bankrotte Besitztum Loburg gekauft hatte. Als Maire oder Bürgermeister von Frankreichs Gnaden führte der junge Baron die Anordnungen der französischen Regierung aus.“

Auch als der Bau des Teilabschnittes der N3 die 1811 durch Napoleon als „routes imperiales“ oder Napoleonchaussee (Paris–Lüttich–Wesel–Hamburg, heute ein Teil der Bundesstraße 51 und der Hauptstraße Ostbeverns) angeordnet wurde, ließ er in Ostbevern und Umgebung bis zu 300 Arbeiter und Bauern (insgesamt hatte Ostbevern 2221 Einwohner (Stand 1811), das fast gleich große Ladbergen (Stand 1811) mit 2179 Einwohnern hatte dagegen nur 150 Arbeiter zu stellen) und 15 zweispännige Wagen dafür zwangsrekrutieren; die Bauern mussten ihre eigentliche Arbeit vernachlässigen. Zahlreiche Briefwechsel mit seinem Präfekten Charles-Louis de Keverberg de Kessel belegen, dass er versuchte, die Arbeit zur vollsten Zufriedenheit der französischen Vorgesetzten zu erledigen:

„Loburg d[en] 13. May 1811, Der Maire zu Ostbevern an den Herrn Präfekten der Ober-Ems, Ritter der Ehrenlegion, Herr Präfect! Auf die mir zugesandten Beschwerden und Vorstellungen der Herren Maires von Laer und Lienen betreff der zu stellenden Arbeiter zum Chaussee-Bau habe ich die Ehre, gehorsamst zu berichten, dass es allerdings hart ist, dass diese Leute jetzt in ihrer Sommersaat aufgehalten werden.“

Dabei wurde die Postroute von Münster nach Osnabrück, die seit 1688 über Ladbergen und Lengerich verlief, aus militärischen Gründen (Hamburg war französisch geworden) über Telgte, Ostbevern, Glandorf, Iburg geführt. In Ostbevern wurde als Relaisstation die Sachsenrast gebaut.

### Wende nach Napoleon
Nach dem Ende Napoleon Bonaparte hatte er sich als Gutsbesitzer arrondiert: 1785 besaß er keinen Fußbreit und bei der preußischen Uraufnahme, in Ostbevern 1841/42, (die Grundlage für das neue Kataster) gehörte die Familie zu den größten Grundbesitzern des Ortes. Auch wechselte er wieder die Seiten und bot den neuen Landesherrn seine Dienste bereitwillig an. Doch brachten ihm die französischen Ämter in der Restaurationszeit sowohl bei den Deutschnationalen, wie etwa Heinrich Friedrich Karl vom und zum Stein, als auch bei den Konservativen, wie etwa Ludwig von Vincke, lebenslange Anfeindungen ein. Auch der preußische König Friedrich Wilhelm III. distanzierte sich bei seinen Annäherungsversuchen. Er wurde am 13. Februar 1835 vor dem Altar seiner Anna-Kapelle beerdigt. Erst danach wurde seinem Sohn „Carl Adolf von Elverfeldt genannt von Beverfoerde zu Werries“ am 19. Dezember 1844 von Friedrich Wilhelm IV. rehabilitiert, indem er seinen beanspruchten Freiherrenstand anerkannte, welcher von den Nachkommen bis heute geführt wird.